# 星泉
星 泉（ほし いずみ、女性、1967年11月 - ）は、日本のチベット語学者、東京外国語大学アジア・アフリカ言語文化研究所教授。専門は、チベット語学、言語学。
チベットの文学作品を数多く翻訳し、映像作品の紹介にも携わる。
また、雑誌『FIELDPLUS』(フィールドプラス、2009年-2022年)や『SERNYA』(セルニャ、2013年-)の創刊や、チベット牧畜文化辞典の編纂など、幅広い文化の紹介活動を行なっている。

## 経歴
1967年、千葉県生まれ。1983年3月、埼玉県日高市立高麗中学校卒業。1986年3月埼玉県立川越女子高校卒業。1991年、東京大学文学部を卒業。東京大学大学院人文社会系研究科修士課程に進み、1993年修了。1997年、同博士課程単位取得退学。
1997年より東京外国語大学アジア・アフリカ言語文化研究所助手。1997年10月に「チベット語ラサ方言における述語の意味の記述的研究」を提出して博士（文学）号を取得。2004年より同研究所助教授、2015年より教授。
2019年4月-2023年3月、東京外国語大学アジア・アフリカ言語文化研究所所長。

## 受賞
- 日本学術振興会賞及び日本学士院学術奨励賞 - 2006年3月
- 第61回日本翻訳文化賞(『花と夢』春秋社刊) - 2024年9月

## 家族・親族
- 母：星実千代もチベット語学者。

星が幼少の頃から自宅にチベット人を招いていた。

## 著書
- 『現代チベット語動詞辞典(ラサ方言) Tibetan-Japanese』東京外国語大学アジア・アフリカ言語文化研究所 2003

## 共編著
- 『チベット語 会話編/語彙集』星実千代共編 東京外国語大学アジア・アフリカ言語文化研究所 1995 チベット語研修テキスト
- 『チベット語 読本』星実千代共編 東京外国語大学アジア・アフリカ言語文化研究所 1995 チベット語研修テキスト
- 『チベット チベット語』浅井万友美共著 情報センター出版局 2005 ここ以外のどこかへ! アジア 旅の指さし会話帳
- 『ニューエクスプレス チベット語』ケルサン・タウワ共著 白水社 2017
- 『ニューエクスプレスプラス チベット語』ケルサン・タウワ共著 白水社 2020

## 翻訳
- ホルカン・ソナムペンバー,ホルカン・チャンバテンダー『ゲンドゥンチュンペー伝 チベットの伝説の学僧の生と死』(大川謙作共編 ゲンドゥンチュンペー研究会訳) 東京外国語大学アジア・アフリカ言語文化研究所 2012
- ペマ・ツェテン『ティメー・クンデンを探して チベット文学の現在』(大川謙作共訳) チベット文学研究会編 勉誠出版 2013
- ラシャムジャ『チベット文学の新世代 雪を待つ』勉誠出版 2015
- タクブンジャ『ハバ犬を育てる話』(海老原志穂・大川謙作共訳) 東京外国語大学出版会 2015
- ツェラン・トンドゥプ『黒狐の谷 闘うチベット文学』(海老原志穂・大川謙作・三浦順子共訳) 勉誠出版 2017
- ツェワン・イシェ・ペンバ（英語版）『白い鶴よ、翼を貸しておくれ』書肆侃侃房 2020
- ラシャムジャ『路上の陽光』書肆侃侃房 2022
- 『チベット幻想奇譚』(三浦順子・海老原志穂共訳)（編訳）春陽堂書店 2022
- ラシャムジャ「穴の中には雪蓮花が咲いている」（翻訳）アジア９都市アンソロジー『絶縁』所収 [小学館] 2022
- 『チベットのむかしばなし しかばねの物語』のら書店 2023

- ツェリン・ヤンキー『花と夢』アジア文芸ライブラリー第1作[5] 春秋社 2024

## インタビュー集
- 『「その他の外国文学」の翻訳者』(白水社編集部 編) 白水社 2022 ※翻訳者9人へのインタビュー集[6]